# Assassinat de Sadi Carnot
L'assassinat de Sadi Carnot, président de la République française en exercice, a lieu à Lyon le 24 juin 1894, à quelques mois de la fin de son mandat et à la suite de l'adoption des deux premières « lois scélérates » visant le mouvement anarchiste français.
Évènement déterminant de l'histoire de l'anarchisme en France, cet attentat a pour conséquence l'adoption par la Chambre des députés de la dernière et de la plus marquante des « lois scélérates » interdisant tout type de propagande anarchiste en France. Le texte sera abrogé en 1992.

## Contexte

### Présidence de Sadi Carnot

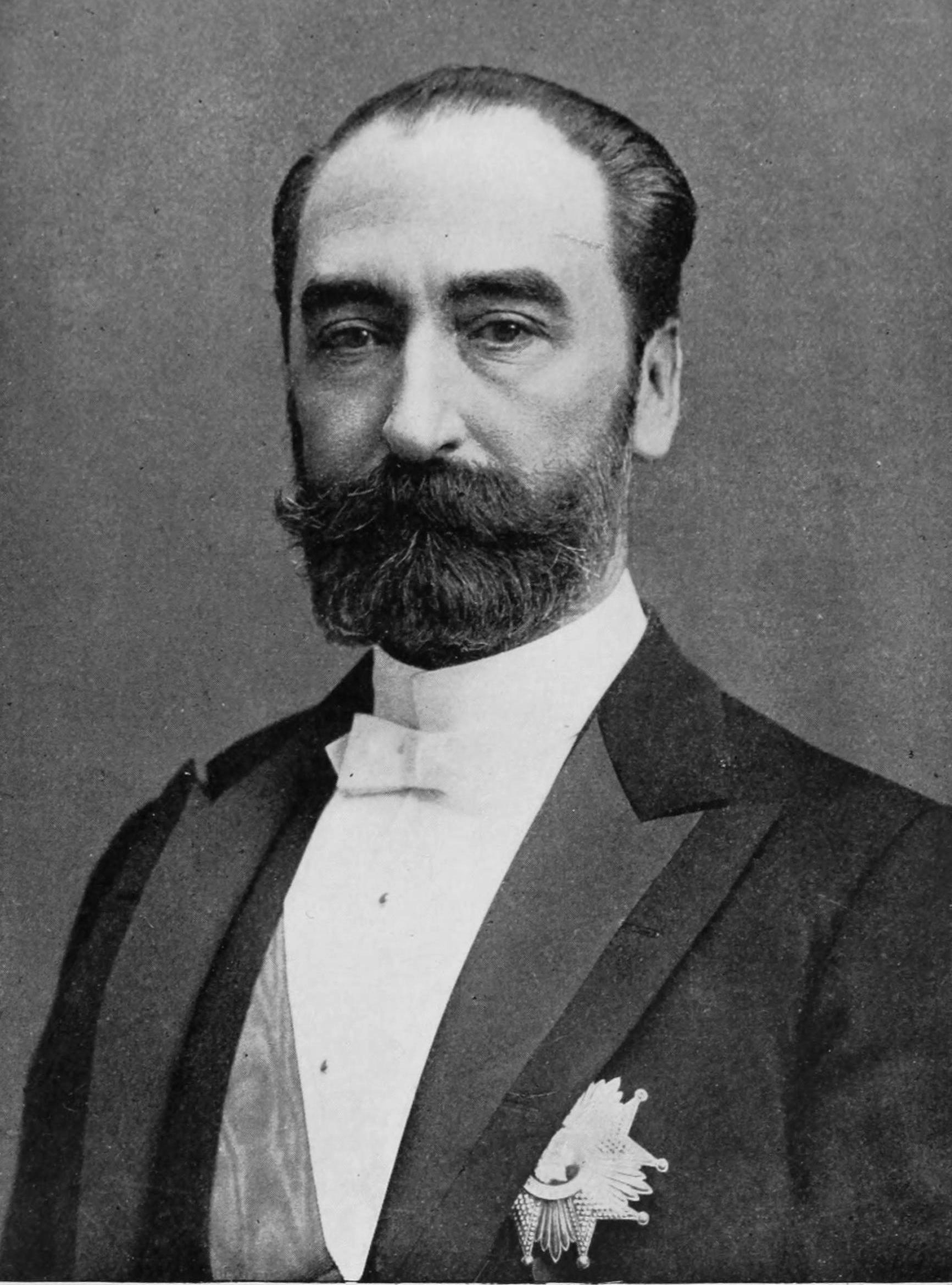
Portrait du président Sadi Carnot (1887).

Sadi Carnot, né le 11 août 1837 à Limoges, est le fils de Lazare Hippolyte Carnot, le petit-fils de Lazare Carnot (surnommé « le Grand Carnot »), le neveu du physicien Sadi Carnot, le frère de Marie-Adolphe Carnot et le père d'Ernest Carnot. Il est haut fonctionnaire de carrière et a assumé de nombreuses charges politiques et gouvernementales : député de la Côte-d'Or, préfet de la Seine-Inférieure, puis sous-secrétaire d'État aux Travaux, il fut nommé ministre des Travaux publics, puis des Finances. À la suite de la démission de Jules Grévy, mis en cause dans le scandale des décorations, Sadi Carnot devance Jules Ferry au premier tour de l'élection présidentielle de 1887, puis l'emporte au second tour, le 3 décembre 1887, face au général Félix Gustave Saussier.

### Montée de l’anarchisme
Dans un contexte d'agitation syndicale et anarchiste caractérisée par la stratégie dite de « propagande par le fait » (une partie des lois relatives à la liberté individuelle et aux délits de presse visant à réprimer cette agitation, qualifiées de lois scélérates par l'opposition socialiste, venaient d'être votées), Sadi Carnot, président de la République depuis 1887, est particulièrement haï dans les rangs anarchistes. Il est l'une des cibles principales du mouvement anarchiste : il avait refusé de gracier Ravachol, Auguste Vaillant, guillotiné le 5 février 1894 pour l'attentat de la Chambre des députés du 9 décembre 1893, et Émile Henry. 
À Lyon, plusieurs attentats d’anarchistes ont eu lieu quelques années avant l’assassinat de Sadi Carnot, conduisant notamment au « procès des 66 ».
Le Président Carnot avait déjà été visé par deux attentats :
- le 5 mai 1889, alors qu'il se rend à Versailles pour fêter le centenaire des états généraux de 1789, un magasinier de la Marine, Jean-Nicolas Perrin, tire une fois ; Perrin souhaitait protester contre sa mutation au Sénégal (des six cartouches du revolver, trois — dont celle tirée — contenaient de la poudre sans balle, les trois autres des balles mais pas de poudre) ;
- le 14 juillet 1890, l'inventeur Martial Jacobs, pour protester d'avoir été spolié de certaines de ses inventions, tire en l'air (encore des balles à blanc) au passage du président avenue de Marigny[2].

### Sante Geronimo Caserio

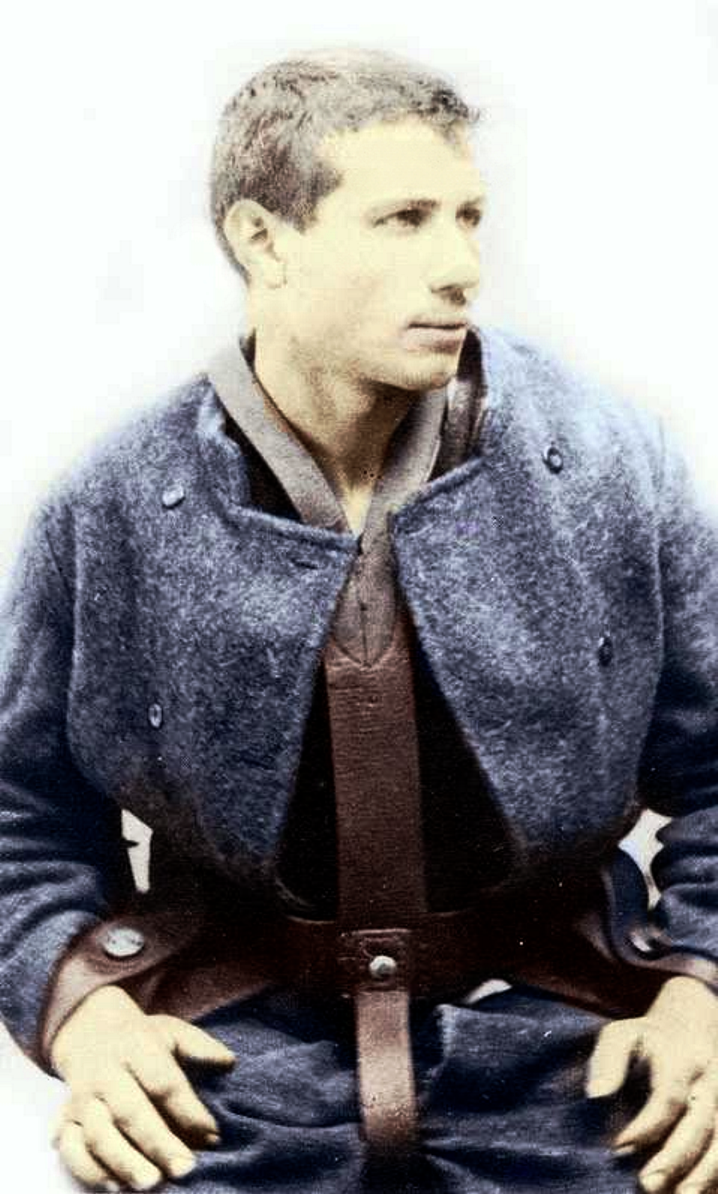
Sante Geronimo Caserio en 1894.

Sante Geronimo Caserio est né le 8 septembre 1873 à Motta Visconti en Lombardie (Italie), au sein d’une famille rurale très nombreuse. Quand il était encore enfant, son père, batelier, est mort de la pellagre dans un asile, une maladie provoquée par la mauvaise alimentation (dans cette région les paysans et plus généralement le peuple se nourrissaient à l'époque presque exclusivement de maïs). Ne voulant pas être à la charge de sa mère, qu’il aime beaucoup, il part pour Milan où il est apprenti boulanger dès l'âge de douze ans. Il doit donc quitter sa famille très tôt, mais reste étroitement en contact avec elle.
Il devient anarchiste à une période où ces idées sont en accroissement en Italie. Comme lors du procès de Rome, qui a lieu après l’arrestation de 200 personnes considérées comme anarchistes à la suite de la manifestation du 1er mai 1891. Sante crée même à Milan un petit groupe anarchiste « A pe » (c’est-à-dire Sans rien) avec lequel il distribue aux chômeurs du pain et des brochures devant la bourse du travail. En 1892 il est condamné, à Milan, à huit mois de prison pour distribution de tracts antimilitaristes lors d’une manifestation. Ses activités politiques lui valent une condamnation, puis l’exil d’Italie. En tant que déserteur il rejoint la Suisse à Lugano. Il se rend ensuite à Lyon, le 21 juillet 1893, où il est portefaix pendant un moment. Il trouve ensuite à exercer son métier d’ouvrier boulanger à Vienne, puis à Sète à la boulangerie Viala. C’est dans cette dernière ville qu’il a l’idée d’accomplir « un grand exploit ». Il n’est donc âgé que de vingt ans lors de son exécution, le 16 août 1894.

## Déroulement

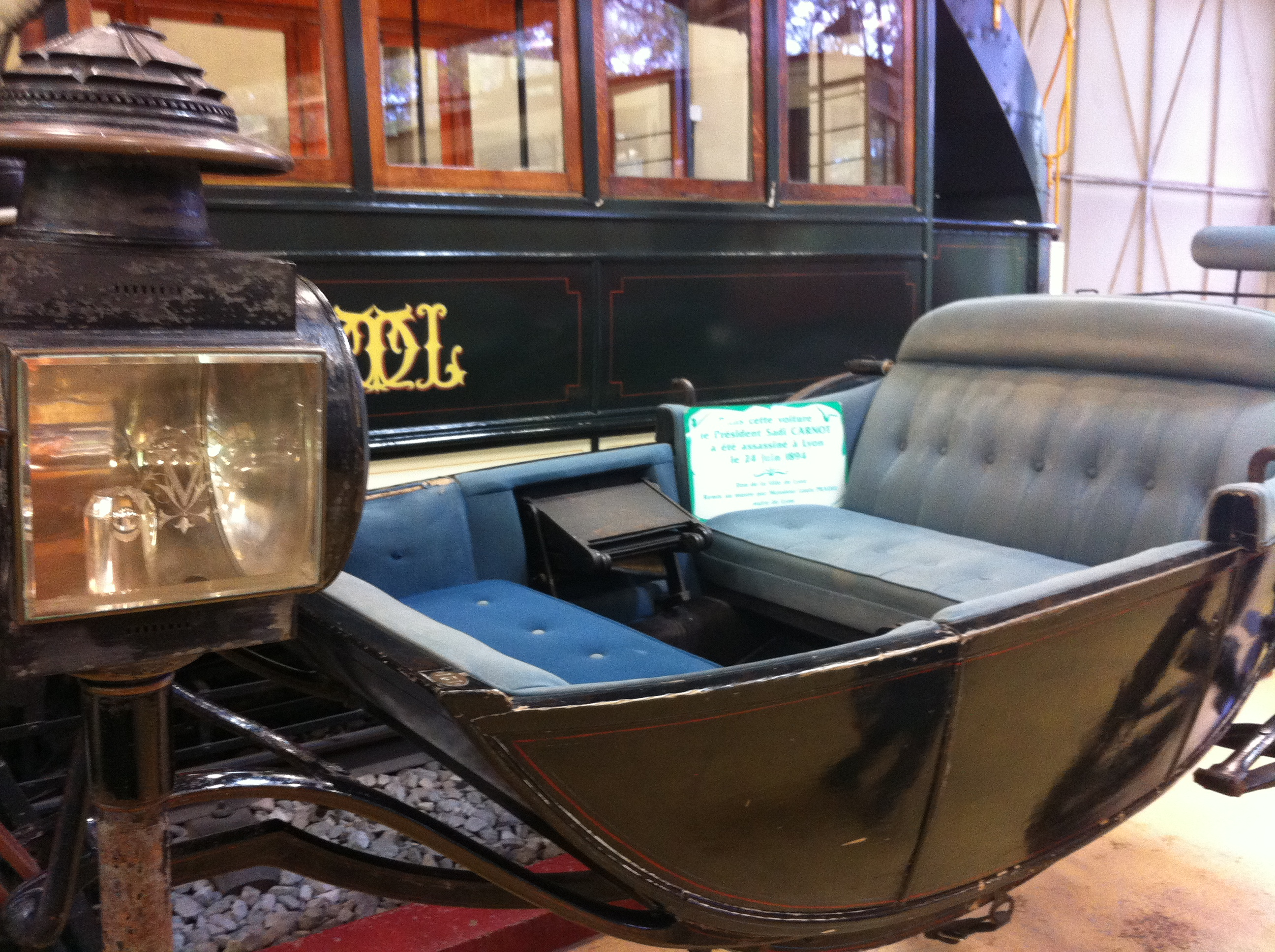
Voiture présidentielle dans laquelle Sadi Carnot est poignardé.

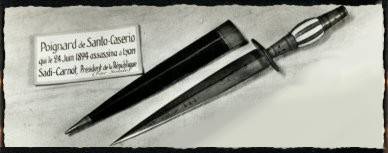
Poignard utilisé par Caserio

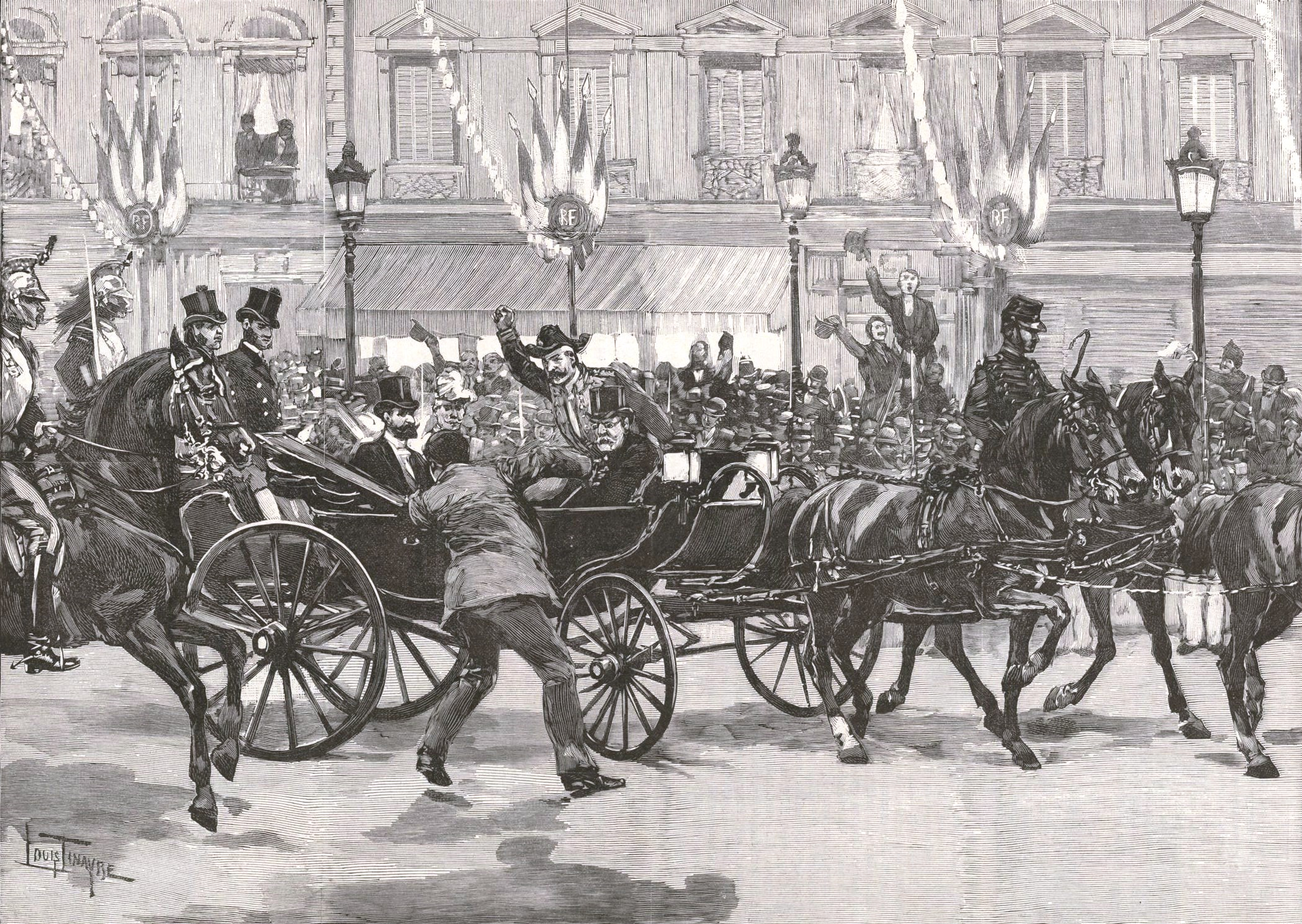
Assassinat de Sadi Carnot, représenté dans Le Monde illustré.

### Banquet au palais du Commerce
Le 24 juin 1894, à l'occasion de l'Exposition universelle, internationale et coloniale qui se déroule au parc de la Tête-d'Or à Lyon, le président Sadi Carnot participe à un banquet organisé en son honneur par la chambre de commerce au palais du Commerce, place des Cordeliers. Dans son discours, il semble indiquer qu'il ne sera pas candidat à un second mandat lors de l'élection présidentielle prévue à la fin de l'année.
Avant d’assister à une représentation d'Andromaque par la Comédie-Française, au Grand-Théâtre de la ville - un événement réservé à un public très restreint - le chef de l’État prend la décision de saluer la population locale à bord de la voiture présidentielle, puis de rentrer quelques minutes à la préfecture du Rhône pour se reposer et se changer. Alors que Sadi Carnot souhaite faire le trajet à pied, le docteur Antoine Gailleton, maire de Lyon, le convainc de monter dans un landau très bas.

### Départ du cortège présidentiel
Peu après 21 h, le cortège présidentiel, escorté par des cavaliers, quitte le banquet par une issue secondaire. L'itinéraire prévoit un passage par la rue Sainte-Bonaventure (devenue depuis rue du Président Carnot), puis par la rue de la République jusqu'à la place des Terreaux. Le président est assis sur la banquette arrière du côté droit du landau. À sa gauche, se trouve le général de brigade Léon Borius, ancien chef de la Maison militaire du président ; le général Nicolas Joseph Voisin, gouverneur militaire de Lyon, est en face du président, et le docteur Antoine Gailleton, maire de Lyon, à la droite de ce dernier.

### Blessure du président

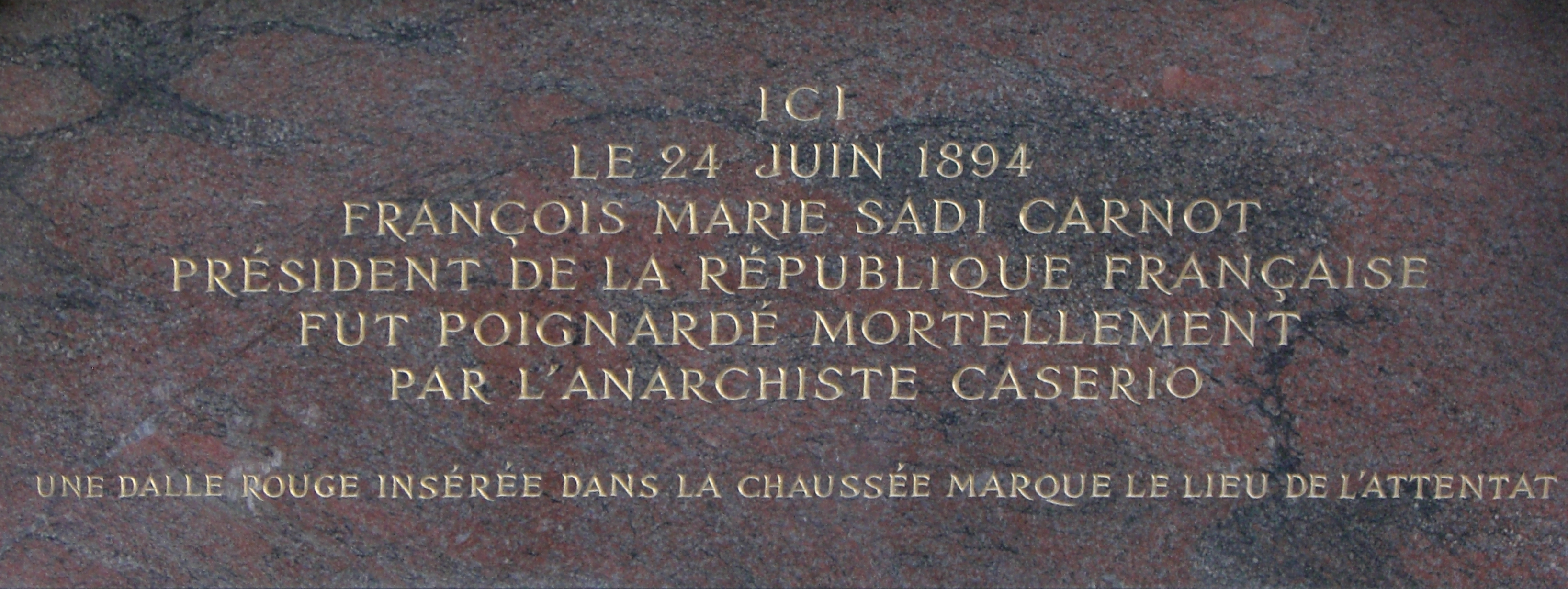
Plaque commémorative de l'assassinat de Sadi Carnot (palais du Commerce, Lyon)

Un quart d'heure plus tard, alors que Sadi Carnot salue une foule compacte et vient de faire écarter un cavalier lui gênant la vue, la voiture présidentielle s'engage rue de la République. C’est à ce moment que l’anarchiste italien Sante Geronimo Caserio monte sur le marche-pieds et blesse le président en le frappant au foie à l'aide d'un couteau au manche bombé présentant une lame damasquinée de 16,5 centimètres. Le président s'effondre en arrière sur le siège, portant la main à sa blessure et prononçant « Je suis blessé ».
Caserio laisse tomber son arme et part en criant « Vive l'anarchie ! ». Peu après, il est immobilisé et arrêté par les badauds et les gendarmes. Le député Gaston Doumergue, futur président de la République, est témoin de la scène.

### Arrestation de Caserio
Caserio est arrêté brutalement, il a le visage tuméfié et trois dents cassées, puis enfermé dans la nuit à la prison Saint-Paul ; la porte de sa cellule reste ouverte pour l'empêcher de se suicider, même s'il a la ferme intention d'assister à son procès. Pendant ses interrogatoires, il décrit tous les faits dans le détail.

## Suites et conséquences

### Coma et mort du président

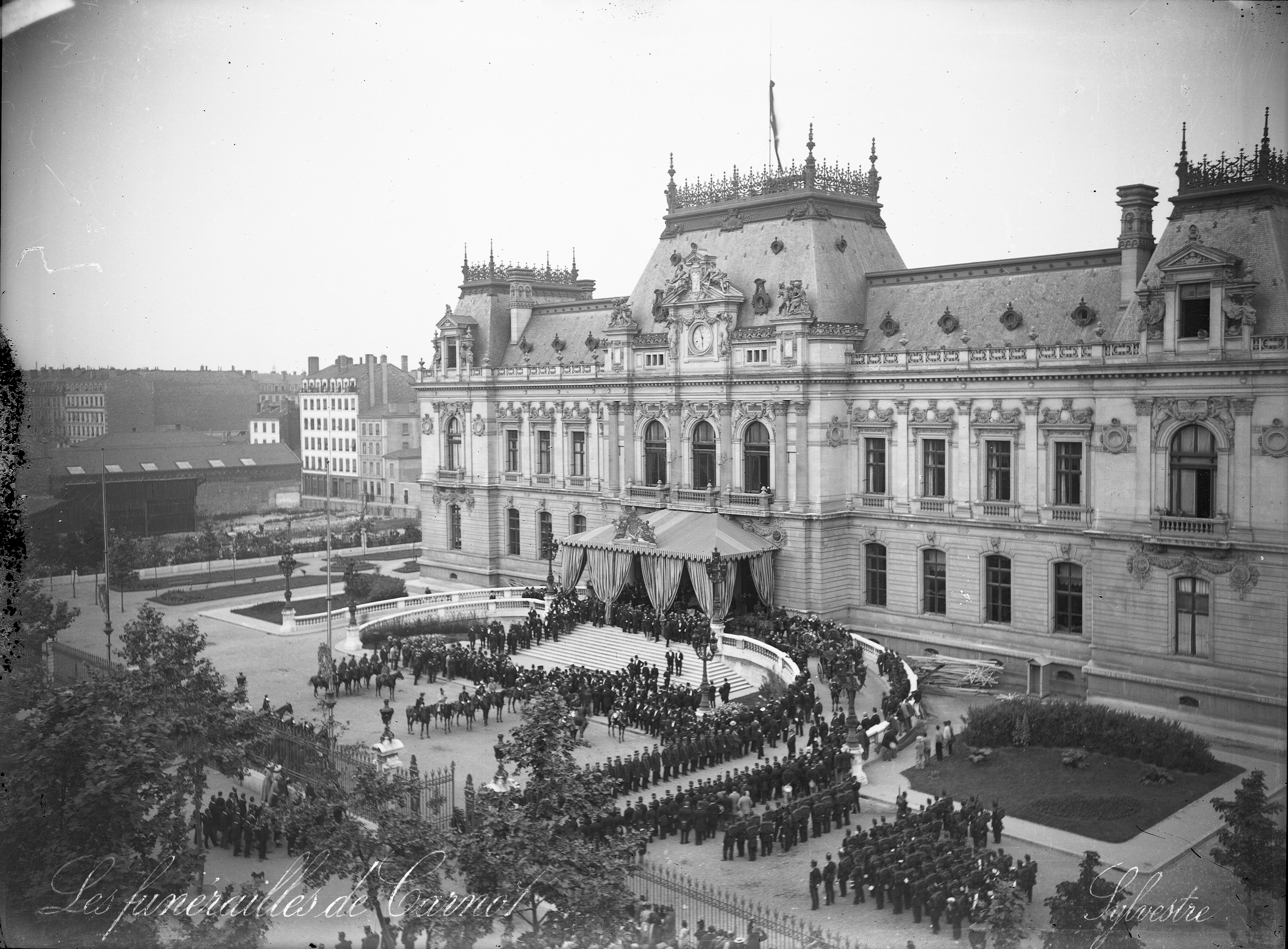
Départ du corps de Sadi Carnot pour la gare Perrache depuis la préfecture du Rhône (Lyon), le 25 juin 1894.

Rapidement après les faits, le cortège fait demi-tour et fonce vers l'hôtel de préfecture du Rhône, dans le 3e arrondissement de Lyon, tandis que le docteur Gailleton prodigue les premiers secours au président agonisant. À la préfecture, la plaie est examinée par de nombreux médecins et chirurgiens qu'on a fait venir de la faculté de médecine de Lyon. L'intervention chirurgicale est conduite par le professeur de médecine opératoire et de clinique chirurgicale Antonin Poncet, entouré des professeurs Jean Lépine et Louis Léopold Ollier, Fabre et Michel Gangolphe. Cependant, les chirurgiens ne peuvent venir à bout de l’hémorragie interne. Le président de la République meurt des suites de cette importante hémorragie peu après minuit (décès constaté à 0 h 38) le 25 juin 1894, dans les locaux de la préfecture du Rhône.
Cécile Carnot, veuve du président, refuse dans un premier temps que le corps de son défunt époux ne soit autopsié ; elle se laisse finalement convaincre par Antoine Gailleton, qui invoque l’intérêt national, mais à la condition que l’examen soit effectué par le professeur Ollier. En présence d’une dizaine de professionnels, dont Alexandre Lacassagne, Antonin Poncet, Fleury Rebatel et le médecin personnel du président, François Planchon, le Dr Ollier peut ainsi sonder une plaie de dix centimètres au foie et constater un double sectionnement de la veine porte.

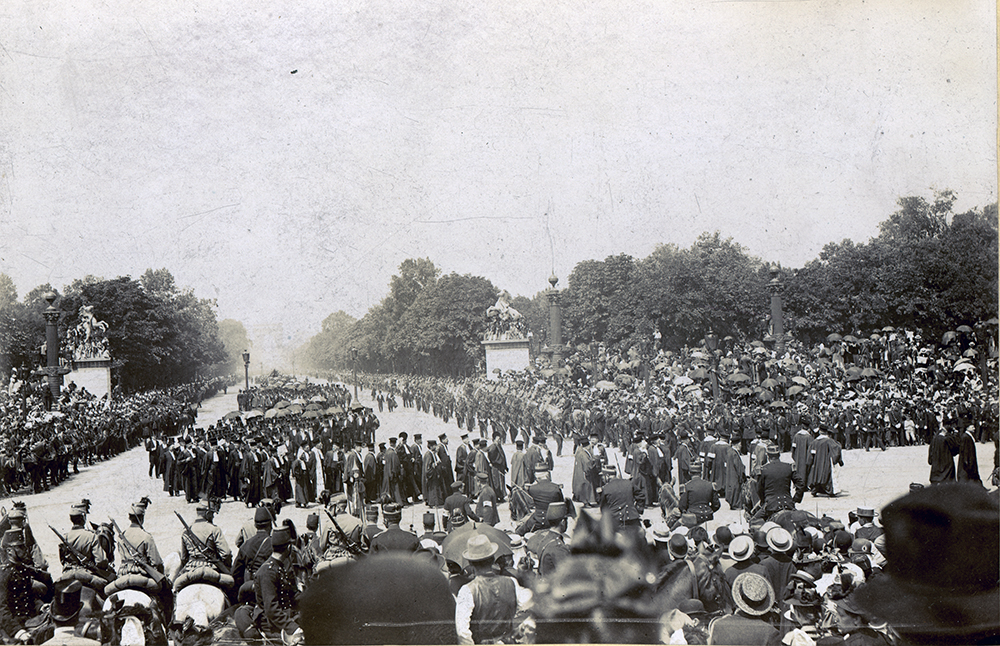
Procession funéraire de Sadi Carnot (1 juillet 1894, Paris).

Sadi Carnot est le premier président de la République française à mourir en fonction, et le premier à avoir été assassiné. Les funérailles nationales ont lieu le 1er juillet 1894 à Paris, à la cathédrale Notre-Dame. Il est inhumé le même jour au Panthéon, au côté de son grand-père Lazare Carnot.

### Émeutes anti-italiennes
Bien que très symbolique, la mort de Sadi Carnot ne remet pas en question la stabilité des institutions républicaines, confortées par les échecs du projet de Troisième Restauration et du boulangisme. Les quatre jours suivant l'attentat sont le théâtre d'exactions contre la communauté italienne de Lyon. Les maisons, magasins et commerces des ressortissants italiens sont incendiés et pillés (les voleurs s'intéressent en particulier aux produits de luxe tels que le chocolat) ; des Italiens sont violentés. L'armée quadrille les rues à partir du 26 juin jusqu'au 5 juillet pour contenir les émeutes, et protège le consulat. 1 300 personnes sont arrêtées, 348 sont jugées en correctionnelle et de nombreuses peines de prison, allant jusqu'à trois mois ferme, sont prononcées. Les dégâts matériels seront mal indemnisés, et ce cinq ans après les faits. Le consulat italien de Grenoble est également mis à sac.
Le bilan humain est de trois morts : un policier, deux émeutiers mais aucun Italien. En revanche des milliers d'Italiens quittent la région lyonnaise dès le début des émeutes ; on compte également au moins un suicide d'Italien directement lié aux troubles, un marchand de légumes ruiné par les dégâts subis par son magasin.

### Vote des lois scélérates
L'assassinat commis par Caserio entraîne le vote par le Parlement de la dernière et de la plus marquante des lois dites « scélérates » visant les anarchistes, dont le but est de compléter l'arsenal répressif contre les menées anarchistes, qui sont privés de tout type de communication. Ce texte sera abrogé en 1992.

### Procès de Caserio

#### Instruction par le juge Henri Benoist
Le juge Henri Benoist est chargé de l'instruction quasi immédiatement après le crime, le soir du 24 juin 1894. À cette époque, l'avocat n'est pas encore obligatoire pendant l'instruction ce qui permet de multiplier les interrogatoires. Le juge Benoist commence ainsi son travail le 24 juin 1894 à 23 h, et finit le 16 juillet, soit 3 semaines en tout, avec 9 interrogatoires de Caserio en tête à tête.
Le 16 juillet, le juge Benoist se dessaisit du dossier et Caserio est renvoyé devant la cour d'assises du Rhône.

#### Procès

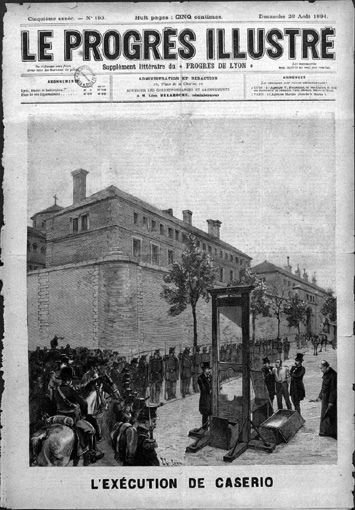
L'exécution de Caserio dans Le Progrès illustré.

Caserio est jugé en cour d'assises les 2 et 3 août suivants. Il est assisté de l'avocat italien Maître Alfredo Podreider, né à Paris et travaillant à Milan et de Maître Dubreuil, bâtonnier au barreau de Lyon. Les deux avocats veulent plaider la maladie mentale, mais Caserio les en dissuade, ne souhaitant pas faire passer sa famille pour des fous et expliquant : « Moi non plus je n'ai jamais été fou et, quoique je me trouve en prison, je ne le suis pas. Si j'ai tué le président de la République, ce n'est pas parce que je suis fou, c'est mon idéal anarchiste ».
Devant le tribunal qui le condamne à mort, il dit entre autres : « Eh bien, si les gouvernements emploient contre nous les fusils, les chaînes, les prisons, est-ce que nous devons, nous les anarchistes, qui défendons notre vie, rester enfermés chez nous ? Non. Au contraire, nous répondons aux gouvernements avec la dynamite, la bombe, le stylet, le poignard. En un mot, nous devons faire notre possible pour détruire la bourgeoisie et les gouvernements. Vous qui êtes les représentants de la société bourgeoise, si vous voulez ma tête, prenez-la. »
Au procès, en effet, Caserio ne tente jamais de renier son geste : « Il n'y a rien de changé en moi, et je referais encore s'il était à refaire l'acte pour lequel je vais être jugé. » Il ne demande pas non plus la pitié du jury. La possibilité lui est offerte de plaider la maladie mentale mais en paiement il aurait dû livrer les noms de quelques complices, il refuse donc (« Caserio est boulanger, pas espion »).
Ne croyant qu'en les valeurs de l'anarchie, il accepte le jugement et ne se pourvoit pas en cassation.
À l'issue du procès, Caserio est condamné à la peine capitale, et guillotiné le 16 août 1894 à la prison Saint-Paul de Lyon par Louis Deibler. En cellule, pendant qu'il attendait l'exécution, on lui envoie le curé de Motta Visconti pour le confesser, mais il refuse de l'entendre et le chasse. Sur l'échafaud, finalement, un instant avant de mourir, il lance à la foule : « Courage, les amis ! Vive l'anarchie ! ».